# Myotis goudoti
Myotis goudoti е вид бозайник от семейство Гладконоси прилепи (Vespertilionidae).

## Разпространение
Видът е разпространен в Мадагаскар.